# Philipp Mainländer
Philipp Mainländer, né Johan Philipp Batz le 5 octobre 1841 à Offenbach-sur-le-Main et mort le 1er avril 1876 dans cette ville par suicide par pendaison, est un poète et philosophe allemand du XIXe siècle.
Il est principalement connu pour son ouvrage Die Philosophie der Erlösung (La Philosophie de la délivrance), œuvre rédigée entre 1868 et 1873 et marquée d'un profond pessimisme, dans laquelle il articule les concepts de mort de Dieu et de volonté de mort, inspirés par Arthur Schopenhauer.
Theodor Lessing a décrit l'œuvre de Mainländer comme étant « le système de philosophie pessimiste possiblement le plus radical de toute la philosophie ». De fait, Mainländer affirme que la vie n'a absolument aucune valeur et que « la Volonté, mue par la connaissance de la supériorité du non-être sur l'être, est le principe suprême de la moralité ».

## Biographie
Mainländer est né à Offenbach-sur-le-Main le 5 octobre 1841, le plus jeune d'une fratrie de six enfants.
En 1856, suivant les instructions de son père, il intègre une école de commerce à Dresde pour devenir marchand. Deux ans plus tard, il est employé par une maison de commerce à Naples, en Italie, où il apprend l'Italien et se familiarise avec les œuvres de Dante, Pétrarque, Boccace, et notamment, Leopardi. Il a vu dans Leopardi un certain pessimisme qui l'influença tout au long de sa vie. Plus tard, Mainländer décrira ces cinq années napolitaines comme les plus heureuses de sa vie.
A l'âge de dix-neuf ans, Mainländer découvre l’œuvre principale d'Arthur Schopenhauer, Le Monde comme Volonté et comme Représentation. Il décrira plus tard sa découverte de Schopenhauer comme une révélation et la période de février 1860 comme la plus importante de sa vie. En effet, Schopenhauer demeurera l'influence la plus importante sur son œuvre philosophique.
En 1863, Mainländer retourne en Allemagne pour travailler dans l'entreprise de son père. La même année, il écrit le poème Die letzten Hohenstaufen ("Les derniers Hohenstaufen"). Deux années plus tard, le cinq octobre, le jour de son vingt-quatrième anniversaire, sa mère décède. Ébranlé par cette perte, Mainländer se détourne de la poésie et se plonge dans la philosophie. Dans les années qui suivent, il étudie Schopenhauer, Kant, le Parzival d'Eschenbach et les classiques de la philosophie, d'Héraclite à Condillac.
En mars 1869, il commence à travailler pour la banque J. Mart. Magnus à Berlin, dans le but déclaré d'accumuler une petite fortune en l'espace de quelques années puis de vivre de ses rentes. Cependant, le krach de la bourse de Vienne du 8 mai 1873 (Wiener Krach) le ruine complètement et le force à abandonner soudainement ses rêves de rentier. En 1873, Mainländer démissionne de son poste de banquier sans vraiment savoir ce qu'il fera ensuite.

### Die Philosophie der Erlösung

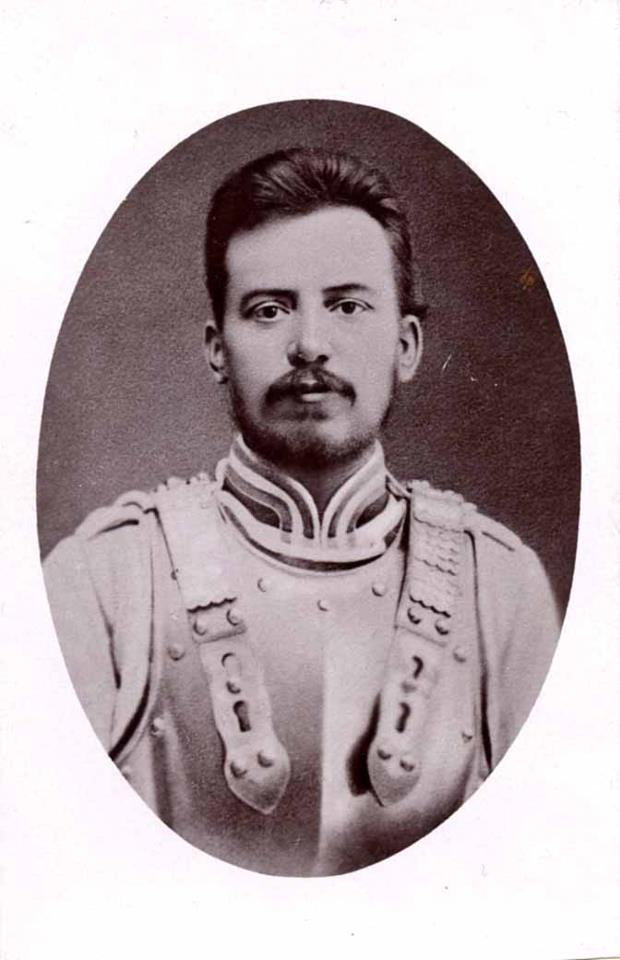
Philipp Mainländer dans son uniforme militaire.

Bien que ses parents lui aient acheté une dispense de service militaire en 1861, d'après une note autobiographique on sait que Mainländer désirait "au moins une fois, être entièrement soumis en toutes choses à la volonté d'un autre, faire les travaux les plus bas, être contraint d'obéir aveuglément" et, de fait, il essaya à plusieurs reprises de s'engager dans l'armée. Le 6 avril 1874, alors qu'il est âgé de 32 ans, Mainländer soumet directement sa demande d’enrôlement à l'empereur Guillaume premier d'Allemagne, qui l'accepte. En conséquence, à partir du 28 septembre 1874 il est assigné au régiment des cuirassiers de Halberstadt. Pendant les quatre mois précédant sa conscription, Mainländer, obsédé par son travail philosophique, compose le premier volume de son œuvre principale, Die Philosophie der Erlösung.
Quand il a terminé son manuscrit, Mainländer le confie à sa sœur Minna et lui demande de lui trouver un éditeur pendant qu'il termine son service militaire. Il y adjoint une lettre destinée à l'éditeur, demandant que son nom de naissance soit omis et remplacé par son nom de plume "Philipp Mainländer," ajoutant qu'il détesterait plus que tout que son nom soit "exposé aux yeux du monde".
Le premier novembre 1875, Mainländer met fin prématurément à son service militaire. Il s'était initialement engagé pour trois ans, mais, comme il l'écrit dans une lettre à sa sœur Minna, il se sent "épuisé, à bout de force, ... en bonne santé mais incroyablement fatigué." Il retourne dans sa ville natale d'Offenbach, où il travaille de façon obsessive et parvient, en seulement deux mois, à corriger les épreuves de la Philosophie de la Rédemption, en finir le deuxième tome (650 pages), rédiger ses mémoires, et écrire le roman court Rupertine del Fino.
Au début de l'année 1876, Mainländer commence à se demander si sa vie a encore une quelconque valeur pour l'humanité. Il se demande s'il n'a pas déjà rempli tous les devoirs de son existence, ou si, au contraire, il devrait employer le reste de sa vie à renforcer le mouvement socio-démocrate. Il rédige des discours à l'attention des travailleurs allemands, mais ses plans ne se concrétisent pas. Peu de temps après la publication du premier volume de son œuvre principale, il se suicide par pendaison.

## Philosophie

### La Volonté

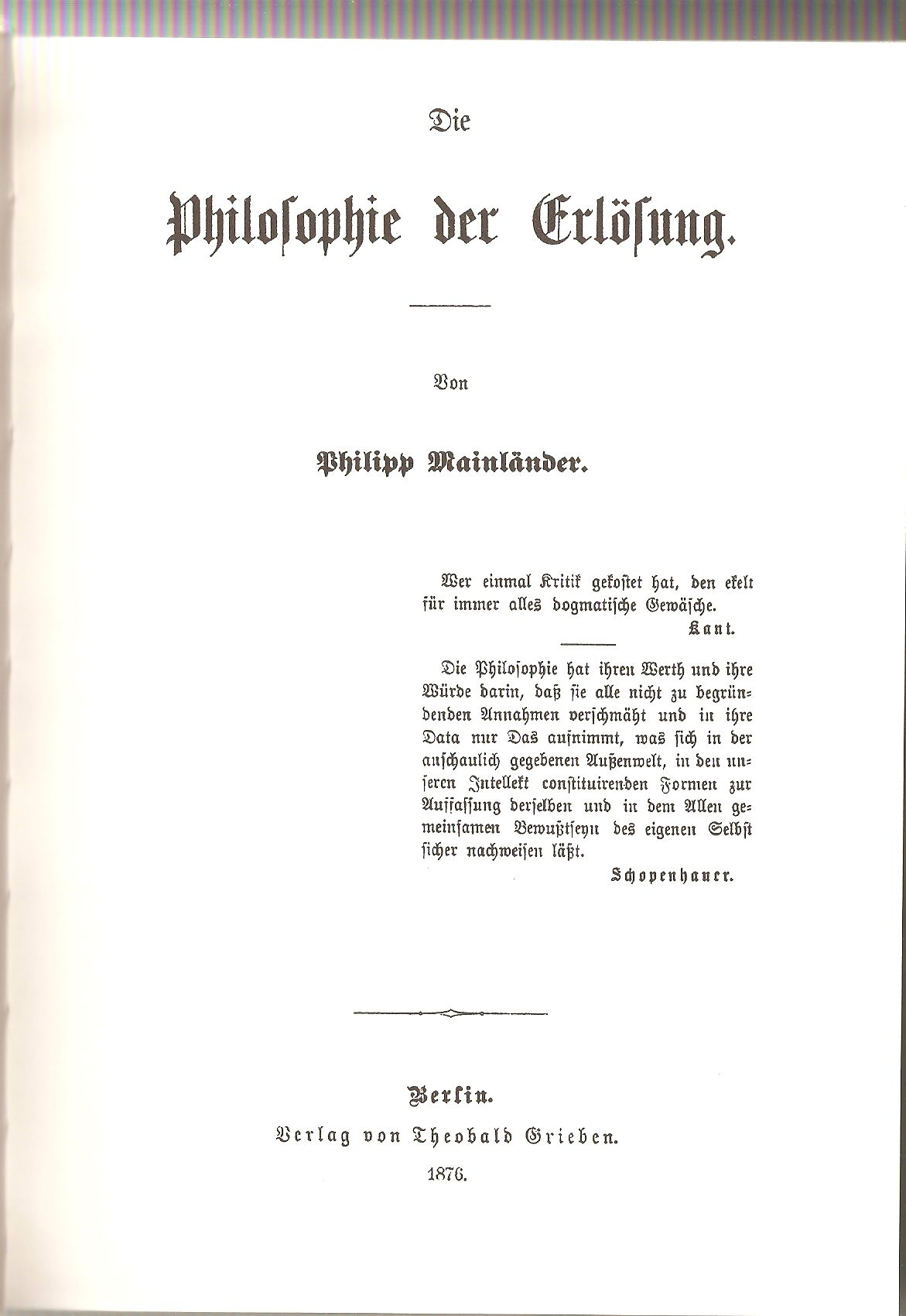
Couverture de Die Philosophie der Erlösung publié par Theobald Grieben (Berlin, 1876).

Mainländer reprend à son compte le cadre métaphysique schopenhauerien, qui voit dans la "Volonté" ou "le vouloir" (c'est-à-dire le vouloir vivre ou vouloir d'exister) l'essence la plus intime de l'être, son principe ontologique. Cependant, il se détourne de Schopenhauer sur plusieurs points importants. Pour Schopenhauer, la Volonté est unique, une et indépendante du temps et de l'espace. Son idéalisme transcendental le conduit à conclure que l'être humain n'a accès qu'à une seule manifestation de la chose-en-soi : la volonté individuelle, que chaque individu observe par introspection. Pour le dire autrement, la Volonté est présente en toute chose (en tout temps et tout lieu), mais n'est observable que par introspection et, par conséquent, l'individu ne peut observer que sa propre volonté individuelle. Contrairement à Schopenhauer, Mainländer déduit de l'existence de volontés individuelles que la Volonté est plurielle et dépend du temps et de l'espace.
Plus précisément, la philosophie de Mainländer suppose que l'Univers connu est né et s'est étendu à partir d'une singularité initiale. À son origine, l'Univers était singulier et unique. Son principe ontologique était monistique : c'était la Volonté schopenhauerienne. L'Univers perd sa singularité et son unicité du fait de son expansion. Sur le plan ontologique, la Volonté devient plurielle. La philosophie de Mainländer tente de rendre compte de cette transition, de l'un unique au multiple pluriel.
De plus, Mainländer diffère de Schopenhauer sur la question de l'extinction de la Volonté. Pour Schopenhauer, il est extrêmement rare et difficile de "taire" sa volonté individuelle. L'état d’extinction de la volonté individuelle ne peut être atteint que temporairement, dans des conditions très particulières. Par exemple, il peut être atteint par un artiste lors de son acte de création artistique, ou par un saint lorsqu'il entre en transe méditative. Au contraire, selon Mainländer, l'intégralité du cosmos se dirige, lentement mais sûrement, vers l'état d'extinction de la Volonté. Cet état où la Volonté disparaît, où elle devient complètement "silencieuse", Mainländer l'appelle la "rédemption".

### La mort de Dieu
En dépit de son appétence pour les termes et explications scientifiques, la philosophie de Mainländer recourt aussi à des expressions allégoriques. Ainsi, en référence aux différents "mythes de la création," il appelle "Dieu" l'état initial et singulier de l'Univers.
Dieu, à savoir cette unité singulière originelle de l'Univers, disparaît lors de son expansion et, sur le plan ontologique, la Volonté schopenhauerienne disparaît car elle est "divisée" en volontés individuelles. Pour le dire autrement, Dieu est mort et il n'existe plus que des volontés individuelles.
Selon Mainländer, la pluralité ontologique du monde implique que les volontés individuelles sont mortelles : la disparition d'un étant implique le silence de sa volonté individuelle, qui est réduite à néant. Dans la métaphysique de Schopenhauer, au contraire, les volontés individuelles ne sont que des manifestations de l'essence du monde (la Volonté). De ce fait, chez Schopenhauer, la disparition d'individus ne peut en aucun cas éteindre la Volonté elle-même. Il faudrait réduire à néant le monde lui-même pour éteindre la Volonté.
La métaphysique plurielle de Mainländer le conduit à attribuer à la mort une qualité absolue : une partie de l'essence du monde disparaît avec elle. En ce sens, la mort est le "salut" de l'individu : elle lui permet d'accéder à la "rédemption". Lorsque l'individu, par observation de sa propre volonté individuelle, constate que son salut se trouve dans sa propre mort, sa volonté (son vouloir-vivre, ou volonté de vivre) se transforme en vouloir-mourir ou volonté de la mort. Paradoxalement, la volonté de vivre est donc un moyen pour la volonté de mort.

## Personnalité
Frederick C. Beiser a de son côté relevé « l'humanité du Mainländer » : « Il avait la plus grande compassion pour la souffrance de l'homme commun et beaucoup de sa réflexion était préoccupée par la pauvreté des peuples et des travailleurs […] Il était compatissant envers les Juifs […] »